# Edmund Grey, I conte di Kent
Edmund Grey (26 ottobre 1416 – 22 maggio 1490) è stato un nobile e politico inglese.

## Biografia
Era figlio di Sir John Grey e Constance Holland, la quale discendeva da Edoardo III d'Inghilterra.
Successe direttamente al nonno paterno, Reginald nel 1440 come quarto barone Grey di Ruthyn.
Sposò Lady Katherine Percy, pronipote di Giovanni Plantageneto, I duca di Lancaster, dalla quale ebbe:
- Anthony Grey, che sposò Eleanor, sorella di Elisabetta Woodville;
- George Grey, II conte di Kent, che sposò Anne Woodville e poi Katherine Herbert;
- Elizabeth Grey, sposa di Sir Robert de Greystock;
- Anne Grey, sposa di John Grey, VIII barone Grey di Wilton.

Venne fatto cavaliere dopo aver prestato servizio in Aquitania nell'ottobre del 1440. Partecipò attivamente alla guerra delle due rose giocando un ruolo decisivo nella battaglia di Northampton in cui passò dalla parte del casato di York. Per questa sua azione venne ricompensato da Edoardo IV d'Inghilterra con il maniero di Ampthill, il cui possesso però era già conteso tra Ralph de Cromwell, III barone Cromwell e Henry Holland, III duca di Exeter.
Tra il 1456 ed il 1458 ebbe un ruolo politico entrando a far parte del consiglio reale.
Venne poi nominato Lord gran tesoriere a Westminster il 24 giugno 1463 ma Walter Blount, I barone Mountjoy prese il suo posto nel novembre del 1464.
Il 30 maggio 1465 venne creato conte di Kent, in seguito al breve matrimonio tra suo figlio maggiore Anthony e la cognata del re Joan Woodville, conosciuta talvolta col nome di Eleanor Woodville.
Tra le altre cariche pubbliche conferitegli risultano quella di giudice della contea di Meryonnyth, North Wales e connestabile di Harlech.